# 일본 복음루터교회
일본 복음루터교회(日本福音ルーテル教会)는 일본에 있는 루터교회에 속하는 기독교 교단이다. 종교법인으로 등록이 되어있다. 1963년 5월 3일에 도쿄에서 총회가 소집되어 교단이 설립되었다.

## 교구
- 홋카이도 특별교구:홋카이도 지방 4개 교회
- 동교구:도호쿠, 간토 지방 37개 교회
- 도카이 교구:도카이 지방 23개 교회
- 서교구:킨키·주코쿠, 시코쿠 지방 21개 교회
- 규슈 교구:규슈 지방의 38 교회

## 같이 보기
- 루터교회